# Xã Marion, Quận Lee, Iowa
Xã Marion (tiếng Anh: Marion Township) là một xã thuộc quận Lee, tiểu bang Iowa, Hoa Kỳ. Năm 2010, dân số của xã này là 509 người.